# Boogie (genre)
Pour les articles homonymes, voir Boogie.
Ne doit pas être confondu avec Boogie rock ou Boogie-woogie.
Genres dérivés
Electro house, nu-disco, city pop
Le boogie (parfois nommé post-disco,, ou electro-funk) est un genre de musique dance lié au rhythm and blues, proche du style post-disco, ayant émergé aux États-Unis de la fin des années 1970 au milieu des années 1980. Le son du boogie fait le pont entre les instruments acoustiques et électroniques, avec un accent porté sur les voix et divers effets sonores. Il a ensuite évolué vers le genre electro et la house,,.

## Caractéristiques
Le boogie, à l'instar du post-disco, n'est pas nécessairement basé sur le rythme four-on-the-floor (les 4 temps de la mesure marqués par la grosse caisse), qui est la marque « traditionnelle »  du disco ; au lieu de cela, il est caractérisé par une accentuation sur les deuxième et quatrième temps de la mesure et un tempo avoisinant généralement les 110 à 116 battements par minute. Parallèlement à son application de certains aspects technologiques et promotionnels de la musique new wave et à son exposition aux sous-genres de celle-ci, tels que la synthpop, le boogie reste toutefois ancré dans le RnB et s'inspire principalement de la musique funk. Parmi les autres influences tirées d'un paysage musical plus large on peut citer le jazz. Un morceau de boogie typique se reconnaît à son tempo moyen, la mise en avant d'une ligne de basse slappée jouée sur une basse électrique au début des années 1980, et/ou sur un synthétiseur dès le milieu des années 1980, un son très présent de handclaps, des accords mélodiques et des synthétiseurs,,.

## Histoire

### Étymologie (1920–1930)
Le premier usage documenté du mot boogie remonte à 1929. Le boogie, selon la définition du dictionnaire Merriam-Webster, est une musique rock puissante et rythmée, propice à la danse. C'est aussi le fait de danser sur cette musique. Les usages les plus anciens du mot boogie se réfèrent au blues, puis au rock 'n' roll et au rockabilly.

### Signification contemporaine (1970–1980)
À partir des années 1970, le terme est réapparu dans les sous-cultures du disco, puis du post-disco. Il est utilisé notamment pour désigner des disques de disco, au moment où cette dernière appellation avait pris une connotation négative au début des années 1980. Le mot boogie apparaît alors dans les titres de disques de funk, soul, RnB ou disco, notamment Jungle Boogie (1974) et Spirit of the Boogie (1975) de Kool and the Gang, Boogie Down (1974) d'Eddie Kendricks. The Burtha Butt Boogie (1975) de The Jimmy Castor Bunch, Boogie Fever (1976) de The Silvers, I'm Your Boogie Man (1977) et Boogie Shoes (1978) de KC and the Sunshine Band, Boogie Nights (1977) de Heatwave, Boogie Oogie Oogie (1978) de A Taste of Honey, Aqua Boogie (1978) de Parliament, et Boogie Wonderland (1979) d'Earth, Wind and Fire.
Kashif est l'un des pionniers notables du genre. Son single I Just Gotta Have You (Lover Turn Me On) tiré de son premier album Kashif (1983) contribue à définir le son du boogie du début des années 1980. À la même période, des titres tels que Wake Up (Bohannon), Act Like You Know (Fat Larry's Band), Give Me the Night (George Benson, 1980), Boogie's Gonna Get Ya (Rafael Cameron, 1981), I'm in Love (Evelyn King, 1981), You're the One for Me (D. Train, 1981), Don't Make Me Wait (Peech Boys, 1982) ou Break Dancin' – Electric Boogie (West Street Mob, 1984) tracent les lignes du style musical du boogie.
Au long des années 1980, divers artistes de boogie expérimentent avec des lignes basses très présentes qui préfigurent les racines de la house. Parmi ces artistes, Hamilton Bohannon, D. Train, et Sharon Redd. Tandis que certains DJs et producteurs tels que François Kevorkian et Larry Levan raffinent le style et en repoussaient les limites, d'autres comme Arthur Baker et John « Jellybean » Benitez tirent leurs influences de la synthpop européenne et japonaise. L'approche de ce dernier contribue à jeter les bases de l'électro et, par suite, du freestyle.
Le succès du boogie dans la scène underground de Londres se concentre autour des nightclubs et des DJs, par faute de support radiophonique. Les disques de boogie records sont principalement importés des U.S. et étaient parfois étiquetés « electro-funk » ou « disco-funk ».

### Renouveau (2010)
Dans les années 2000 et début 2010, des artistes et groupes de musique électronique tels que James Pants, Juice Aleem, Sa-Ra Creative Partners revendiquent l'influence du boogie et de la musique électronique des 1980 en général. Chromeo, un duo canadien, publie un album orienté boogie intitulé She's in Control en 2004. Dâm-Funk, un artiste de Los Angeles influencé par le boogie, sort l'album Toeachizown en 2009.
Dans la seconde moitié des années 2010, le boogie fait partie de la renaissance nu-disco et future funk. Le nu-disco décrivant la tendance, principalement chez des artistes européens de musique de danse électronique, de mélanger de la house et du disco américain des années 1970, du boogie et des styles de musique de danse électronique européens des 1980. Le future-funk est lié à la scène vaporwave. Bruno Mars (Uptown Funk) est l'un des artistes les plus populaires de cette période influencé par le boogie.

## Electro-boogie

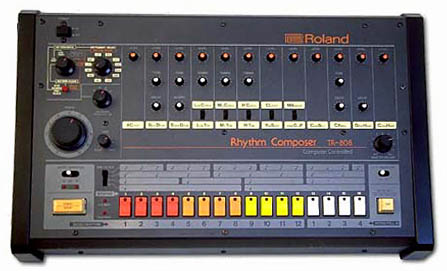
L'instrument emblématique de l'electro, la boîte-à-rythmes Roland TR-808.

Parmi les pionniers de l'electro-boogie (abrégé plus tard electro), on peut citer Zapp. D. Train. Sinnamon et d'autres musiciens post-disco/boogie ; particulièrement ceux influencés par la new wave et les groupes synthpop comme Human League ou Gary Numan, combiné avec les sons R&B de Herbie Hancock et de George Clinton. Tandis que la progression de l'électronique se poursuit, les instruments acoustiques comme la guitar basse sont remplacés par des synthétiseurs japonais et particulièrement par des boîtes à rythmes iconiques comme la Roland TR-808. Parmi les premières utilisations de cette boîte à rythmes, on peut citer plusieurs morceaux de Yellow Magic Orchestra en 1980-81, le titre Planet Rock (1982) de Afrikaa Bambaataa et la chanson de Marvin Gaye Sexual Healing (1982).

À propos des origines de l'electro, Greg Wilson explique : 

« Ce dont il s'agissait, c'était de repousser les limites qui avaient commencer à étouffer la musique noire, et ses influences ne se trouvaient pas uniquement chez Kraftwerk, les sorciers allemands de la techno-pop et pères fondateurs reconnus de l'electro pure, ainsi que chez les groupes futuristes britanniques tels que Human League et Gary Numan, mais aussi avec un grand nombre de musiciens noirs novateurs. Des artistes majeurs tels que Miles Davis, Sly Stone, Herbie Hancock, Stevie Wonder, le producteur légendaire Norman Whitfield et, bien-sûr, George Clinton et sa brigade P Funk, tous ont joué un rôle dans la formation de ce nouveau son, par leur usage innovant des instruments électroniques pendant les années 1970 (et même dès la fin des années 1960 dans le cas de Miles Davis ). »